# パフィピポ山
「パフィピポ山」（パフィピポやま）は、PUFFYの34枚目のシングル。2015年11月18日にワーナーミュージック・ジャパンから発売された。

## 概要
前作「脱ディストピア」から約2年半振りとなるシングル。本作の発売決定は2015年10月5日に発表された。ワーナーミュージックジャパンへ移籍してからは、初のシングルとなる。
初回限定盤と通常盤の計2形態で発売され、初回限定盤には女流美術家の愛☆まどんなによるPUFFYのイラストを印刷した「PUFFY × 愛☆まどんなオリジナルTシャツ」が同梱されている。
また、本作の発売決定と同時に同年12月2日にPUFFY主催イベント「パフィーと対バン『愛の説教小屋』」の第2弾「パフィーと対バン『愛の説教小屋』〜萎えきゅんソングを台場にお届け〜でんぱ組.inc」にでんぱ組.incをゲストに迎えて開催する事を発表した。

### 表題曲
表題曲「パフィピポ山」は、でんぱ組.incに由縁のある人物が多数参加しており、サウンドプロデュースをもふくちゃん、作詞を前山田健一、作曲をPandaBoY、編曲を浅野尚志が手がけ、前作までとは一線を画すクリエーターが集結した。10月23日放送の『Love music』（フジテレビ系列）にてテレビ初披露され、シングル発売に先駆けて11月4日からiTunes Store、レコチョクほかにて先行配信された。

## ミュージックビデオ

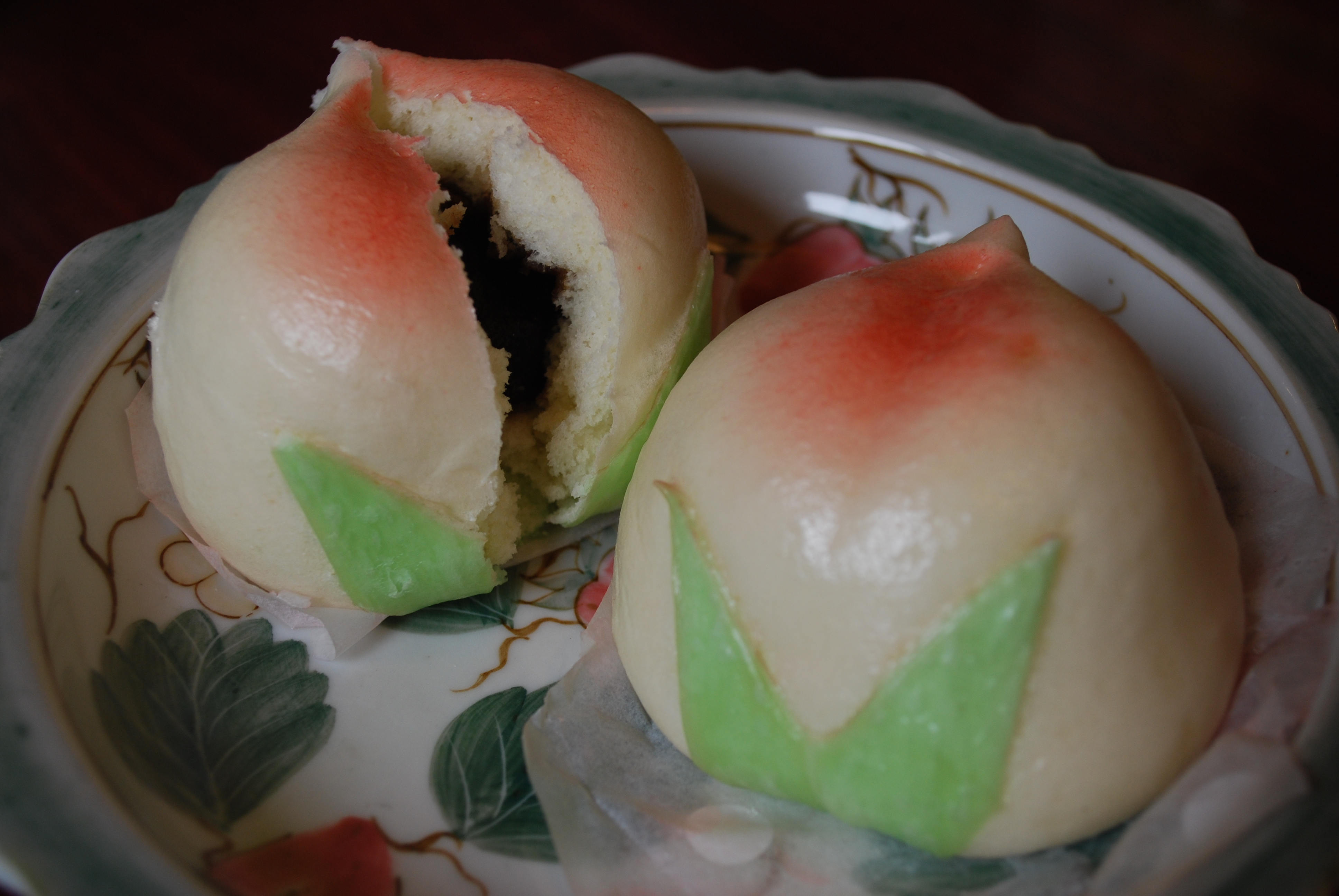
桃まんじゅう

表題曲「パフィピポ山」のミュージックビデオは、映像作家スミスと夢眠ねむによる映像ユニット「スミネム」が監督。3Dドットグラフィックを多用した工場のような空間を舞台としており、PUFFYがベルトコンベアの上でひた向きに「桃まんじゅう」を作るという内容になっている。また、歌詞にある「白のパンダ」や「カニ」に加え、「カオマンガイ」、「ヤムウンセン」などのアジア料理がベルトコンベアーに登場。振り付けはYumikoによるもの。「パフィピポ山」のミュージックビデオはYouTubeにおいて2015年10月23日に初公開された。

## カップリング
「COLORFUL WAVE SURFERS」は、本作発売前の6月26日から7月20日にかけて、PUFFYがラゾーナ川崎プラザの「ラゾーナバーゲン」キャンペーンキャラクター及びラゾーナの夏休みスペシャルサポーターを務め、「ラゾーナバーゲン」のキャンペーンタイアップソングとして発表されたもの。「ラゾーナバーゲン」のCMソングとしても使用されており、PUFFYが出演もしたCMは6月22日から放送された。プロデュースはOKAMOTO'Sのオカモトコウキによるものであり、作詞はPUFFY、作曲はオカモトコウキが手掛けた。また、本作発売に先駆けて7月29日よりレコチョク他で配信リリースされた。
「COCO Hawaii」は、ハワイ情報を伝える番組『ハワイに恋して〜CRAZY FOR HAWAII〜』（BS12ch TwellV）のオープニングテーマとしてオンエアされている楽曲であり、プロデュースは「COLORFUL WAVE SURFERS」と同じくオカモトコウキによるもの。作詞は大貫亜美、作曲はオカモトコウキが手掛けた。大貫亜美は、この曲を聞いてハワイに行きたくなるような曲にしたいと思い歌詞を書いたとしており、吉村由美は「若い人たちと作ろうというコンセプトでオカモトコウキと一緒に制作したところが注目ポイント」とコメントした。

## 収録曲
| #         | タイトル                                 | 作詞       | 作曲           | 時間  |
| --------- | ---------------------------------------- | ---------- | -------------- | ----- |
| 1.        | 「パフィピポ山」                         | 前山田健一 | PandaBoY       | 3:43  |
| 2.        | 「COLORFUL WAVE SURFERS」                | PUFFY      | オカモトコウキ | 3:40  |
| 3.        | 「COCO Hawaii」                          | 大貫亜美   | オカモトコウキ | 3:48  |
| 4.        | 「パフィピポ山 -instrumental-」          |            |                | 3:43  |
| 5.        | 「COLORFUL WAVE SURFERS -instrumental-」 |            |                | 3:40  |
| 6.        | 「COCO Hawaii -instrumental-」           |            |                | 3:47  |
| 合計時間: | 合計時間:                                | 合計時間:  | 合計時間:      | 22:21 |